# David Djigla
David Djigla, né le 23 août 1995 à Avakpa au Bénin, est un footballeur international béninois qui évolue au poste d'attaquant.

## Carrière

### En club
Après avoir signé à Bordeaux en 2013, David Djigla rejoint le club des Chamois niortais lors de l'été 2015.

### En sélection
Il honore sa première sélection internationale le 26 mai 2012 contre le Burkina Faso.

## Statistiques
| Saison                | Club                  | Championnat           | Championnat | Championnat | Coupe nationale | Coupe nationale | Coupe de la Ligue | Coupe de la Ligue | Total | Total |
| Saison                | Club                  | Division              | M.          | B.          | M.              | B.              | M.                | B.                | M.    | B.    |
| 2014-2015             | Girondins de Bordeaux | Ligue 1               | 1           | 0           | -               | -               | -                 | -                 | 1     | 0     |
| 2015-2016             | Chamois niortais      | Ligue 2               | 31          | 1           | 2               | 0               | 1                 | 0                 | 34    | 1     |
| 2016-2017             | Chamois niortais      | Ligue 2               | 23          | 2           | 5               | 2               | -                 | -                 | 28    | 4     |
| 2017-2018             | Chamois niortais      | Ligue 2               | 22          | 4           | 2               | 0               | 1                 | 0                 | 25    | 4     |
| 2018-2019             | Chamois niortais      | Ligue 2               | 7           | 1           | 0               | 0               | 0                 | 0                 | 7     | 1     |
| Total sur la carrière | Total sur la carrière | Total sur la carrière | 84          | 8           | 9               | 2               | 2                 | 0                 | 95    | 10    |